# Intestin grêle
L'intestin grêle est la partie de l'appareil digestif humain située entre l'estomac et le gros intestin (côlon). Il comprend un segment fixe, le duodénum, suivi de deux segments mobiles intrapéritonéaux, le jéjunum puis l'iléon.

## Anatomie

### Morphologie
L'intestin grêle présente trois segments successifs :
- le duodénum, intra-péritonéal, faisant suite au pylore ;
- le jéjunum ;
- l'iléon, sa portion terminale s'achevant par la valvule iléo-cæcale, qui le met en communication avec le cæcum puis le côlon.

L'intestin grêle est formé de sorte à amplifier les processus d'absorption :
- sa longueur moyenne est 6 m et peut varier de 4 à 7 mètres, selon la technique de mesure utilisée[1]. Ses différentes parties sont le duodénum (« douze » travers de doigt = 0,25 m), le jéjunum (2,5 m), et l'iléum (3,5 m)[2], avec un axe très sinueux ;
- l'accroissement de sa surface par les valvules conniventes ou valvules de Kerckring, plis de la muqueuse et de la sous-muqueuse recouverte de villosités, elles-mêmes recouvertes de microvillosités (surface d'environ 250 mètres carrés = terrain de tennis).

### Vascularisation
L'intestin grêle est vascularisé par l'artère mésentérique supérieure, issue de l'aorte abdominale à 3 cm du tronc cœliaque.

## Histologie
L'intestin grêle est composé de trois couches superposées :
- séreuse péritonéale ;
- musculeuse, dont les muscles lisses permettent le péristaltisme ;
- muqueuse, au rôle crucial d'absorption des nutriments. La muqueuse comporte de nombreuses villosités et microvillosités destinées à augmenter la surface d'échanges.

## Embryologie
Le jéjunum et l'iléon naissent de l'intestin primitif moyen.

## Physiologie
C'est dans l'intestin grêle que se déroule l'absorption intestinale :
- le glucose, les acides aminés, les acides gras à courte chaîne et le glycérol passent de la lumière intestinale aux vaisseaux sanguins ;
- les acides gras à longue chaîne et les triglycérides (reconstitués par la paroi des entérocytes après la digestion des triglycérides alimentaires) passent dans les vaisseaux lymphatiques ;
- l'eau, les sels minéraux et les vitamines quant à eux peuvent passer dans les deux types de vaisseaux.

## Exploration
L'intestin grêle est un organe complexe à explorer, du fait de sa longueur.  
- Capsule vidéo-endoscopique : Seul procédé permettant l'exploration complète de l'intestin grêle, analyse et prises de photos par micro-caméra embarquée dans une capsule étanche.
- Radiographie standard : le cliché d'abdomen sans préparation, réalisé debout et de face, est un examen de débrouillage recherchant principalement des niveaux hydro-aériques, signes d'occlusion.
- Fibroscopie : la fibroscopie œsogastroduodénale explore le duodénum jusqu'à l'angle de Treitz, et la coloscopie peut explorer la dernière anse grêle.
- Entéroscanner : grâce à l'ingestion d'un produit de contraste baryté, l'examen permet de visualiser des zones sténotiques, notamment dans la maladie de Crohn.

## Pathologie
Voir la Catégorie:Maladie de l'intestin grêle

### Occlusion intestinale
Une occlusion intestinale est un arrêt complet des matières et des gaz. Elle peut avoir une cause mécanique (obstruction, strangulation), fonctionnelle ou mixte.

### Maladies inflammatoires chroniques intestinales
La maladie de Crohn est une maladie évoluant par poussées, alternant avec des phases dites de rémission, pouvant atteindre une ou plusieurs parties du tube digestif (préférentiellement le côlon, une partie du grêle ou l'anus).

### Tumeurs
Les tumeurs de l'intestin grêle ne sont pas fréquentes, plus rares que les tumeurs du côlon. Citons néanmoins la tumeur carcinoïde du grêle à titre d'exemple.